# ジョン・フランクリン
サー・ジョン・フランクリン（Sir John Franklin, 1786年4月15日 - 1847年6月11日）は、イギリスの海軍将校で北極探検家、王立地理協会員。カナダ北極圏の北西航路を開拓する探検の途上で、行方を絶った。1859年の捜索で、1847年6月11日に死亡したことが確認された。その他の乗組員も全員遭難したと推測されている。

## 生い立ち

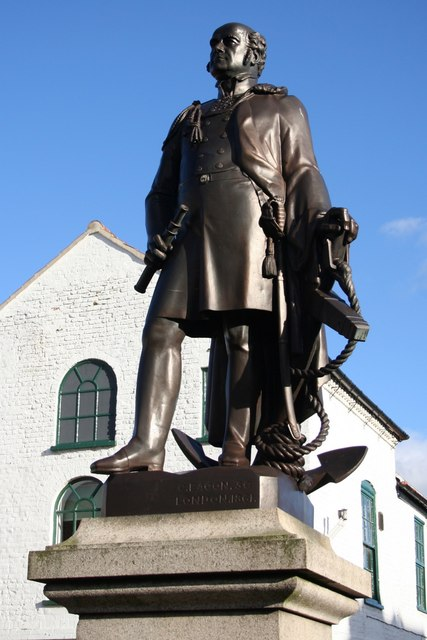
故郷リンカンシャー州スピルズバイに建つ銅像

フランクリンは1786年、リンカンシャー州スピルズビーに生まれ、ラウスの公立中学で学んだ。織物商で成功した家の12人兄弟の9番目であり、姉妹には後のエミリー・テニソン（詩人アルフレッド・テニソンの妻）の母がいる。
フランクリンは海軍職を決意する。父親も当初は反対したものの、しぶしぶ商船での試験航海を許した。幼いフランクリンはさらに決意を強めたため、彼が14歳のとき父親は海軍の軍艦HMSポリフィーマスへ任官させた。その後フランクリンは1801年にコペンハーゲンの海戦に赴き、さらに叔父であるマシュー・フリンダースの軍艦HMSインヴェスティゲーターによるオーストラリア沿岸探検に同行した後、ふたたびナポレオン戦争に従事し、1805年には軍艦HMSベレロフォンに乗り組んでトラファルガーの海戦に参加した。1815年にニューオーリンズの戦いにも加わっている。
1818年に初めてジョン・ロス旗下で北極圏を遠征し、海尉として見込まれるようになる。1819年から1822年にかけてカナダ北西準州のコッパーマイン川に沿った地域の徒歩探検で、フランクリンは探検隊20人のうち9人を失うという憂き目に遭う。ほとんどは餓死だったが、1件の殺人および人肉食が指摘されている。生存者は地衣類を食べ、革のブーツまで食べようと試みたという。このためフランクリンは「ブーツを食べた男」の名で呼ばれた。
本国に帰還した後、フランクリンは1823年に詩人のエリナー・ポルドンと結婚した。彼女の健康を案じて次の北極探検を思いとどまるフランクリンを説き伏せた後まもなく、彼女は1825年に結核で亡くなった。
1825年にフランクリンは、2度目のカナダ探検（3度目の北極海探検）を行った。目標はカナダのマッケンジー川の河口から沿岸を西に向かって進み、ベーリング海峡を通過して、東から航海を行う、フレデリック・ウィリアム・ビーチーが率いるブラッサム号（HMS Blossom）と合流することであった。同時にジョン・リチャードソンはマッケンジー川からコッパーマイン川へ東に進み大西洋から航海してくるウィリアム・エドワード・パリーとの合流を目指した。（最終的にビーチーはアラスカ北端のポイント・バローに到達したがパリーは凍結した海のため、ポイント・バローの東900マイルの地点までしか進めなかった。）
1825年に通常のハドソン湾会社の航路を使って、グレートスレーブ湖に達し、フランクリンはマッケンジー川を1000マイル下る、偵察旅行を行い、1825年8月、マッケンジー川河口に達し、ここを訪れた2番目のヨーロッパ人となった。パリーあての目印の旗を立てて手紙を埋め、越冬のためにグレートベア湖畔のフランクリン砦に戻った。翌年の夏、マッケンジー川河口を下ると海は凍結しており、西に数百マイル進むが、1826年8月16日、ポイント・バローの東150マイルの地点で、それ以上の西進を断念した。9月21日にフランクリン砦に戻った。1827年2月にアサバスカ湖畔のFort Chipewyanに移った後、9月1日にイギリスに戻った。
1828年にはジョージ4世によってナイト爵に叙せられ、また同じ年にジェーン・グリフィンと再婚。1836年にはタスマニア副総督に就任するが、流刑植民地を改革しようとした試みなどによって1843年に失脚している。もっともタスマニアでは、彼の死に際してホバートのフランクリン・スクエアに銅像が建つほど広く親しまれていた。

## 最後の探検
フランクリンの最後の北極遠征によって、北極沿岸の調査は未踏の海岸線を500キロメートル足らず残すのみとなっていた。いよいよ北西航路を完成するため十分な装備を持った北極探検隊が送られることが決まった。フランクリンは探検隊の指揮官を熱望し、1845年2月7日に拝命。同年5月19日、軍艦HMSエレバス・軍艦HMSテラーで出発した。2隻は頑丈な作りで、快適な船員生活のためスチーム暖房が備えられ、大量の読み物や学習資料、3年分相当の保存食料が支給されていた。この保存食には伝統的な保存方法によるものと缶詰とがあったが、後者については特価販売業者であるステファン・ゴールドナーから供給された。不幸なことに、ゴールドナーが本件を受注したのは航海の僅か数ヶ月前のことだったため、彼の優れた「特許製法」にもかかわらず、何千個もの缶詰を準備する際の時間不足により内側のはんだ付けが雑になり、はんだに含まれる鉛が内容物に溶け込むことになった。さらに、この缶詰に肉を納入した業者が実は悪徳業者で、納入したうちの1000個以上の缶は、腐った肉やオガくず、小石などを詰めて目方をごまかしたものであり、食料としては全く役に立たない代物であった。このため、実際に使える食料は見た目よりも遥かに少なく、食べられても鉛が溶け込んだものが多かったことが後に分かっている。
乗組員の殆どはイギリス人であり、多くはイングランド北部出身だった。少数のアイルランド人とスコットランド人も含まれていた。彼らは海軍本部により直々に選抜され、高給が与えられた。

### 探検航海
フランクリンの探検隊は1845年5月19日、精選された134人の隊員（士官24人、下士官兵110人）を以て、イギリスのグリーンハイス（Greenhithe）を出航した。船隊はそこからアバディーンへ北上し補給品を積載した。この際Graham Gore大尉はHMSエレバスに密かに持ち込まれていた全ての酒類を処分させたと言われる。船はスコットランドからグリーンランドへ向かい、この間はHMS「ラトラー」と輸送船「バレット・ジュニア」も同行した。
グリーンランドではディスコ島のホワイトフィッシュ湾の位置を誤認したため、一時航路を引き返すなどしたが、最終的に極北の同地に碇泊した。そこで輸送船から物資を降ろし、新鮮な肉を得るために連れて来られていた家畜を屠殺し、科学的観測を行い（フランクリンが険しい岩山を登るのを若い大尉たちが助けた）、新型の膨張式ゴムボートを試験し、故郷に宛てた最後の手紙を書いた。彼らが文明を最終的に後にし出発するのに先立って、5人の隊員が任務を解かれ、ラトラーとバレット・ジュニアによって帰国した。以て隊員総数は129名となった。
1845年7月26日、グリーンランド北西部のメルヴィル湾において、捕鯨船「プリンス・オブ・ウェールズ」のダネット船長は氷山にもやい付けした船隊を見た。ヨーロッパ人が一行を目撃したのはこれが最後だった。

### 生存者の捜索

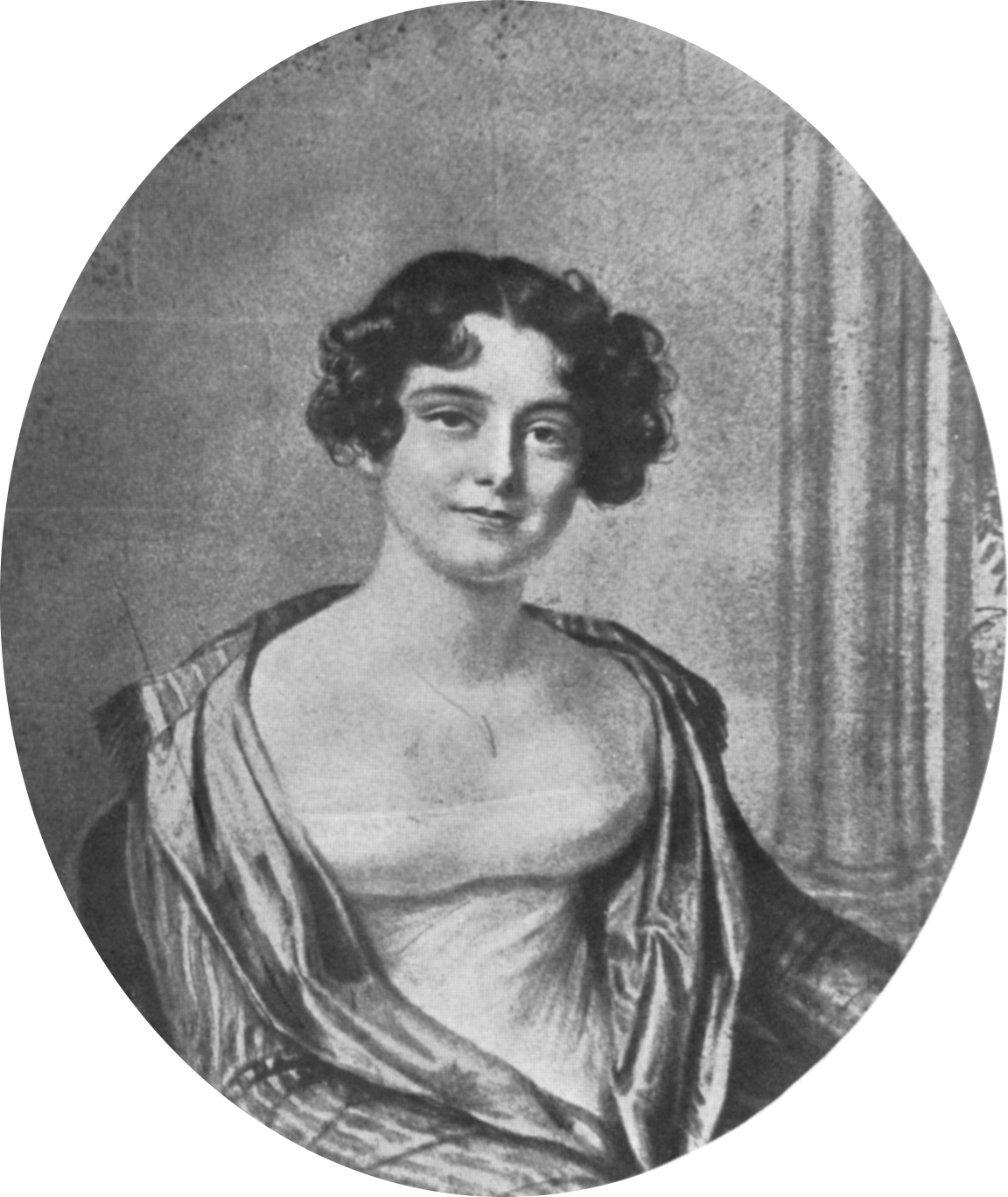
フランクリン夫人ジェーン

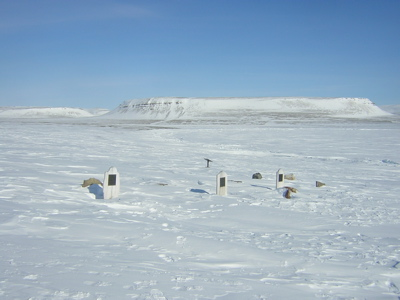
ビーチー島の墓標

その後2年経っても探検隊からの連絡はなく、フランクリン夫人は海軍省に捜索隊の派遣を要請した。海軍にとってはかつて失った最も大きな探検隊となったが、一行が3年分の物資を持っていたことから捜索隊の派遣は1年間見送られ、なおかつ探検の成功に2万ポンドの報酬が用意された。これは当時としては破格であり、フランクリンの行方不明はさらに大衆の想像力をかき立てた。一時は10隻ものイギリス艦、2隻のアメリカ艦が北極に向かった（皮肉にも、フランクリン隊よりかえって多くの船と人命が捜索のために失われた）。フランクリンと彼の運命を歌った民謡がはやったりもした。『Lady Franklin's Lament（フランクリン夫人の哀歌）』は、失った夫を捜し求めるフランクリン夫人を記念した歌である。
1850年の夏、捜索隊のいくつかが、立ち寄ったウェリントン海峡のビーチー島でフランクリン探検隊の最初の遺物、1846年に死亡した3人の男の墓を発見した。しかしここには捜索隊のさらなる手がかりとなるようなフランクリン隊による便りは残されていなかった。隊員の遺体は凍土の中で保存されており、検死によって死因は結核であることがわかった。

### 陸路の捜索
1854年に、ジョン・レイの探検隊はフランクリン隊の末路を示す重要な証拠を発見した。レイは必ずしもフランクリン隊を捜していたわけではなく、むしろハドソン湾会社の代表としてブーシア半島を探検していたのだが、この旅の途上でレイはイヌイットからバック河口近くで35～40人ぐらいの白人集団が餓えて死んだという話を聞く。イヌイットはさらに、フランクリンや部下たちの持ち物と確認できる数多くの遺品を示した。

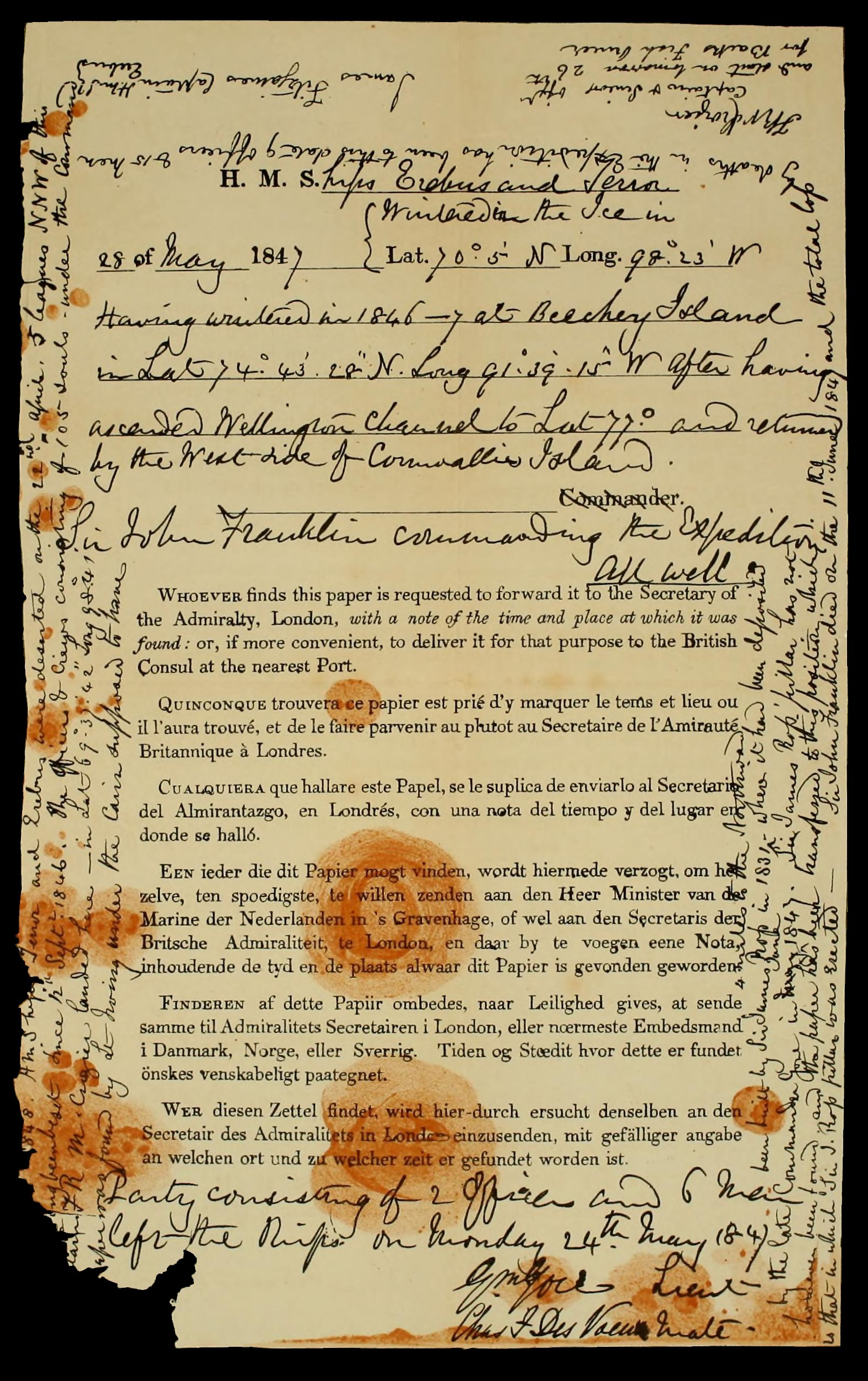
フランクリン隊の隊員が残したメモ。1847年夏および1848年春の日付の記述がある。

フランクリン夫人はフランシス・レオポルド・マクリントックに新たに捜索隊を任せ、レイの報告を調査させた。1859年夏、マクリントック隊はキングウィリアム島で、ケアンの中からフランクリンの死亡日付が記されたメモを発見する。このメモは1847年5月24日および1848年4月25日付けの記載があるもので、1847年に記載された部分には（ビーチー島に葬られた3人を除き）全員無事である記述（"All well"）がある。ところが、のちフランクリン隊の副指揮官に追記された1848年の記載においては、氷に閉じこめられた船の中で船員が多数死亡し、フランクリンも1847年6月11日に死亡、105名の生存者は船を棄ててバック川を目指し南下したことを伝えている。マクリントックはさらにいくつかの遺体、驚くべき量の廃棄された装備品を見つけ、イヌイットから探検隊の悲惨な最期についてさらに詳しく聞いた。
1869年には、チャールズ・フランシス・ホールがキングウィリアム島のイヌイットに広く聞き取りを行った。イヌイットが語ったところによると、島南部のテラー湾の砂地にテントが張ったままの宿営跡があり、骨周りの腱を除いて全く肉のない多数の骸骨が見つかった。ノコギリで骨を切断した跡や穴の開けられた頭蓋骨があったという。本や文書類も多くあったが、イヌイットが子供の玩具として持って帰り、破り捨てられたため失われたという。
また、宿営地の近くには一艘の舟が見つかり、肋材や板材のほかにこちらにも多数の骸骨があったという。（ホールは骸骨の手に握られていたという錆びたナイフを見せられた。）

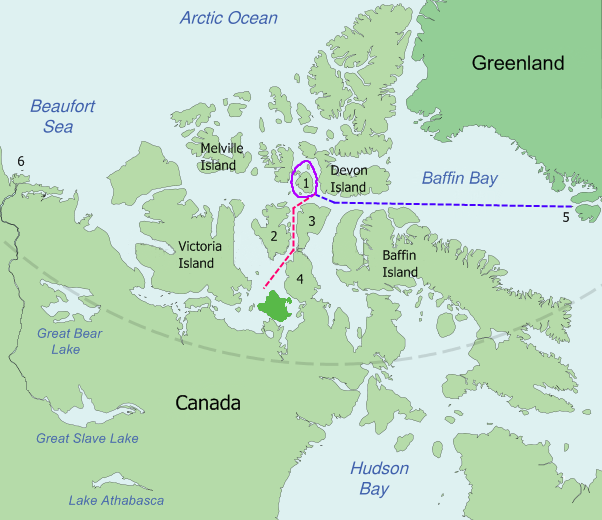
フランクリンの失われた航海（Franklin's lost expedition, 1845年- - 1848年）の推定ルート。1845年夏、グリーンランドのディスコ湾（5）からビーチー島に向かい、コーンウォリス島（1）を周回した。翌1846年夏、プリンスオブウェールズ島（2）とサマーセット島（3）の間のピール海峡を下ってブーシア半島（4）の西へ出て、キングウィリアム島（緑色）近くに至ったが氷に閉じ込められた。

フランクリン隊の遭難には、いくつかの事実が寄与している。まずフランクリンは保守的な教養を持ち、不適切な状況でむだな儀式的な慣行を行うことがあった。例えば、彼と部下たちは銀の食器類や水晶栓つきのガラス瓶、その他探検に無関係な個人的な所有物を多く持ち込んでおり、船を放棄した後にさえそれらの重い備品の多くを携えて持ち運ぼうとした。また彼らは生存手段を先住民に学ぶことを良しとしなかったか、あるいはできなかった。さらに彼らの遠征は海軍によるもので、船員の誰も厚いブーツや防寒服を持っていないなど、陸上徒歩を前提にした装備ではなかったこともある。
一行の船は、1846年の夏に氷が溶けるまで航路を凍結していた異常な寒さのために、二冬の間氷に閉ざされてしまった。缶詰食料の密封に用いられたはんだや、船にあった真水供給装置の鉛中毒からくる精神的影響によって、隊員の士気と結束は崩れたとされる。これは1980年代になってアルバータ大学のオーウェン・ビーティ博士の研究によって、探検隊員の遺体の骨格および軟部組織から鉛が認められたことで明らかになっている。また最初の2年で壊血病を予防するレモンジュースがその機能を失い、そのため彼らは出血障害で衰弱していった。イヌイットの目撃証言によれば、隊員たちは壊血病に典型的な黒ずんだ唇、皮膚の爛れを発症していた。
乗組員のうち数人の骨格には、切断の形跡があった。これは過酷を極める状況下で、人肉食に頼らざるをえなかったことを示している。つまるところ杜撰な計画、悪天候、有害な食料、そして最終的には餓えなど複合的な原因によって彼らは死んでいったようだ。

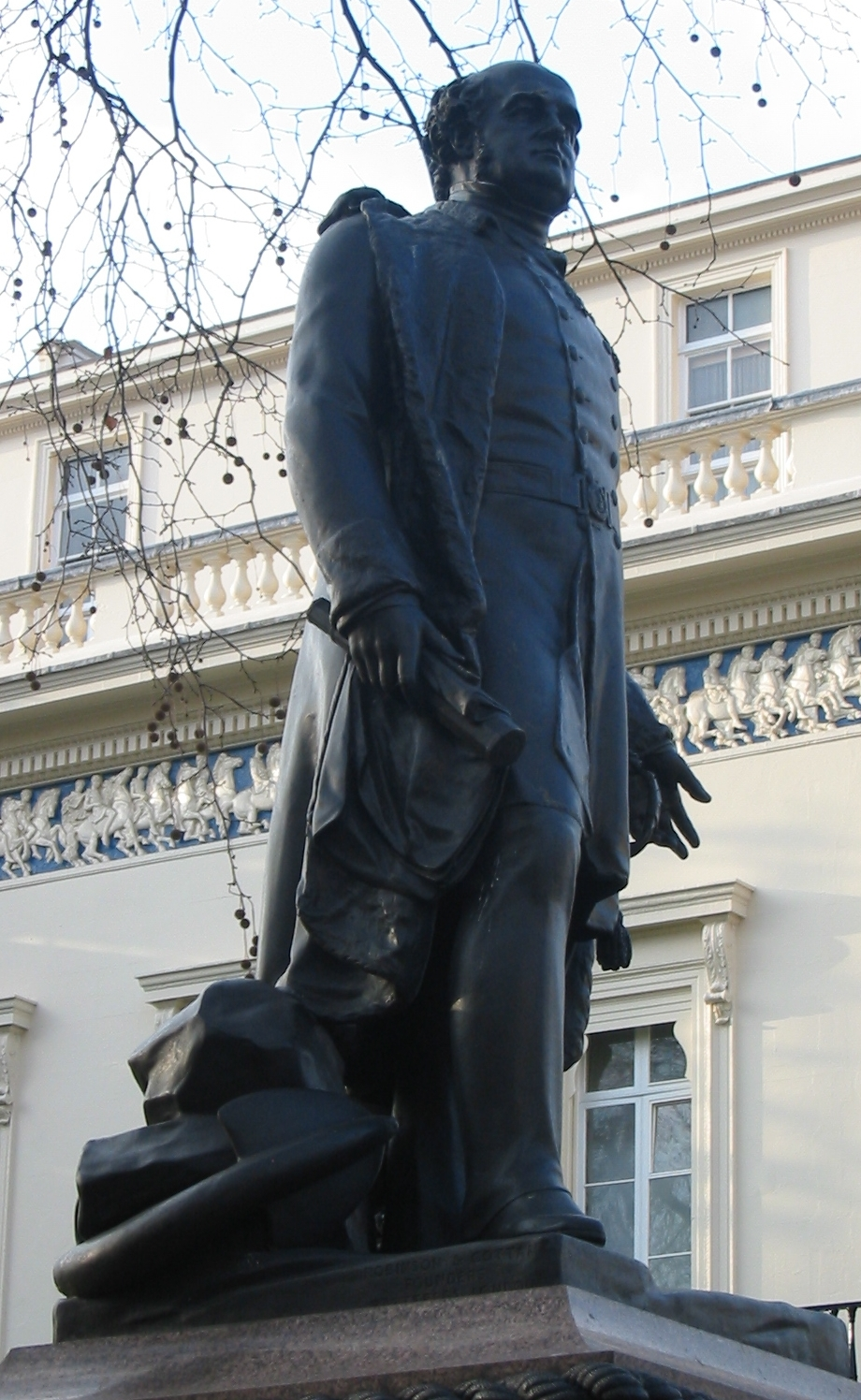
ロンドンに建つフランクリンの銅像

しかしながらその後の長きに渡って王朝時代のメディアは、フランクリンを隊員を率いて北西航路を探求した英雄として描写し続けた。フランクリン夫人の働きかけもあって失望させるような死に際の話は抑えられ、フランクリンは英雄にまつり上げられた。彼の故郷に建てられた銅像には「ジョン・フランクリン卿 - 北西航路の発見者」という碑文が刻まれ、ロンドンのアセニアムのそばとタスマニアにも同様の碑文とともにフランクリンの像が据えられた。また、現在のオーストラリア・ドルが導入される以前に流通していたオーストラリア・ポンドの5ポンド紙幣にはフランクリンの肖像が使用されていた。
一方でフランクリンが英雄視されたのは彼の多くの業績によるものという見方もあり、彼が北西航路を完遂しようという勇敢な試みのために死んでいったという事実は、公における彼の立場を守ることになった。人肉食の可能性を含めた探検隊の末路もその日の新聞紙上で抑制されることなく広く報じられ、議論の対象にもなっている。フランクリンの最後の探検には未だ多くの謎が残されている。
この顛末を基に、米国作家ダン・シモンズが『ザ・テラー 極北の恐怖 (The Terror 2007)』という冒険ホラー小説を上梓している。

## 不明艦の発見
2008年以降、カナダ政府は行方不明になった英海軍艦船「HMSエレバス」および「HMSテラー」の発見に向け大規模な北極海の海底調査活動を6回に渡って実施していたが、2014年9月7日にそのうちの1隻をビクトリア海峡の海底で発見したことをカナダ首相スティーヴン・ハーパーが9日に発表した。その後の調査で発見された船はHMSエレバスであることが分かった。2016年に、HMSテラーの残骸がキング・ウィリアム島にある同名のテラー湾で発見されている。

## 評価
植村直己はその著書の中で、「フランクリンの大遭難」はフランクリンらが現地のエスキモーが有する狩りや生活の知恵に学ばず、西欧的な生活流儀に固執した故に自ら招いた惨事であるとして批判している。